# (7144) Dossobuono
(7144) Dossobuono (1996 KQ) – planetoida z grupy pasa głównego asteroid okrążająca Słońce w ciągu 3,76 lat w średniej odległości 2,41 j.a. Odkryta 20 maja 1996 roku.